# Neoallochernes garcianus
Espèce
Synonymes
- Chelanops garcianus Banks, 1909

Neoallochernes garcianus est une espèce de pseudoscorpions de la famille des Chernetidae.

## Distribution
Cette espèce est endémique de Cuba.

## Description
L'holotype mesure 2 mm.

## Publication originale
- Banks, 1909 : New tropical pseudoscorpions. Journal of the New York Entomological Society, vol. 17, p. 145-148 (texte intégral).